# 23. ožujka
23. ožujka (23. 3.) 82. je dan godine po gregorijanskom kalendaru (83. u prijestupnoj godini).
Do kraja godine imaju još 283 dana.

## Događaji
- 1765. – Britanski parlament donio Zakon o pristojbama, namećući dažbine i američkim kolonijama
- 1801. – u zavjeri dvorskih časnika, ubijen ruski car Pavle I. Petrovič Romanov.
- 1821. – Bitka i pad grada Kalamata, grčki rat za nezavisnost.
- 1839. – Prvi put zabilježena uporaba izraza "OK" kao kratice za "oll korrect" u novinama Boston Morning Post.
- 1848. – Kralj Ferdinand V. imenovao Josipa Jelačića hrvatskim banom.
- 1857. – Elisha Otis instalirao prvo dizalo u ulici Broadway u New Yorku.
- 1861. – ujedinjena Italija formirala prvu vladu, a prvi premijer postao grof Camillo Benso di Cavur, istaknuti borac za ujedinjenje Italije
- 1903. – u demonstracijama oko 5000 studenata, đaka i djelatnika protiv apsolutističkog režima srpskog kralja Aleksandra Obrenovića, koje su organizirali studenti-socijalisti Dimitrije Tucović i Triša Kečlerović, u Beogradu u sukobu s policijom poginulo pet, a ranjeno šest ljudi. Uhićeno je više od 120 demonstranata, protiv 27 podignuta je optužnica, a Tucović i Kečlerović morali su emigrirati

| - 1882. – Emmy Noether, njemačka matematičarka († 1935.) - 1900. – Erich Fromm, američki psihoanalitičar njemačkog porijekla († 1980.) - 1907. – Daniel Bovet, talijanski farmakolog i nobelovac († 1992.) - 1910. – Akira Kurosava, japanski filmski režiser († 1998.) - 1905. – Joan Crawford, američka glumica, dobitnica Oskara 1945 († 1977.) - 1912. – Wernher von Braun, američki izumitelj njemačkog porijekla († 1977.) - 1927. – Mato Damjanović, hrvatski šahist († 2011.) - 1929. – Roger Bannister, britanski atletičar i neurolog († 2018.) - 1946. – Dunja Knebl, hrvatska pjevačica - 1953. – Ivica Šurjak, hrvatski nogometaš - 1960. – Davorin Bogović, hrvatski glazbenik - 1992. – Kyrie Irving, australsko-američki profesionalni košarkaš | - 1970. – Tito Strozzi, hrvatski glumac, redatelj i prevoditelj (* 1892.) - 1981. – Ljubica Oblak-Strozzi, hrvatska pjevačica (* 1896.) - 1989. – Pavle Gregorić, hrvatski komunist (* 1892.) - 1992. – Friedrich von Hayek, britanski ekonomist (* 1899.) - 2006. – Desmond Doss, američki bolničar, heroj (* 1919.) - 2015. – Lee Kuan Yew, singapurski političar (* 1923.) |

## Blagdani i spomendani
- Svjetski meteorološki dan obilježava se na dan kada je 1950. godine službeno osnovana Svjetska meteorološka organizacija

## Imendani
- Oton
- Pelagije
- Turibije
- Dražen
- Edmund
- Anuncijata
- Rebeka